# Scatella bryani
Scatella bryani är en tvåvingeart som beskrevs av Cresson 1926. Scatella bryani ingår i släktet Scatella och familjen vattenflugor. Inga underarter finns listade i Catalogue of Life.